# Fettjeåfallet
Fettjeåfallet är ett vattenfall strax väster om Klövsjö i Fettjeån (Fättjeån), Jämtland. Fallhöjden är omkring 60 meter.[källa behövs]
Fallet är ett populärt besöksmål av vandrare sommartid och för isklättring vintertid. Vägen dit från Klövsjö passerar Klövsjö skidanläggning på vägen mot Börtnan. Därifrån går en stig utefter Fettjeån som leder till fallet. Stigen är delvis stenig (bitvis stenskravel). På väg upp passeras två broar, Drömmarnas bro och Kyssarnas bro.  